# I Hakanum
Í Hakanum is de IJslandse naam van het tweede album van de IJslandse funk-/fusion-band Mezzoforte uit 1980. Het album is opgenomen in IJsland in 1980 en is geproduceerd door Geoff Calver. Van de tracks bestaan zowel IJslandse als Engelse titels. Het album verscheen eveneens in het Verenigd Koninkrijk met een andere cover onder de titel Mezzoforte en werd vaak het Octopus-album genoemd. In 1997 volgde er een digitaal geremasterde uitgave op cd onder de titel Octopus. Bepaalde tracks zijn ook terug te vinden in het in 1984 uitgegeven verzamelalbum Catching up with Mezzoforte. Van de tracks Midnight Express, Danger High Voltage en Shooting Star werden eveneens singles uitgebracht, die tussen 1981 en 1982 in het Verenigd Koninkrijk verschenen.

## Tracks
1. "Gletta"/Humoresque 3:41
2. "Miðnæturhraðlestin"/Midnight Express 3:35
3. "Háspenna lífshætta"/Danger High Voltage 4:05
4. "Eftirsjá"/Octopus 5:31
5. "Stjörnuhrap"/Shooting Star 5:14
6. "Vindur úr suðri"/Northern Winds 5:32
7. "Fyrstu kynni"/Rendez-Vous 5:57
8. "Niðurlagið"/Finale 2:29

## Bezetting

### Vaste bandleden
- Jóhann Ásmundsson - basgitaar
- Gunnlaugur Briem - drums, percussie
- Eyþór Gunnarsson - toetsen
- Friðrik Karlsson - gitaar
- Björn Thorarensen - toetsen

### Gastmuzikanten
- Ron Aspery - saxofoon
- Bobby Harrison - conga's
- Louis Jardim - percussie
- Ellen Kristjánsdóttir - zang
- Shady Owens - zang
- Kristinn Svavarsson - saxofoon